# Сервант
Сервант е десертен сорт грозде. Разпространен е основно във Франция, но се среща и в България. Има силен растеж и дава добри добиви. Гроздът му е средно голям, със средно едри валчести зърна. Той е един от най-късните бели десертни сортове. Издръжлив на транспортиране.